# روکوهودو
روکوهودو با نام کامل روکوهودو یوتسویرو بیوری (鹿楓堂よついろ日和 به معنی «در حال و هوای چایخانه روکوهودو») یک سریال مانگا ژاپنی اثر یو شیمیزو است. این کتاب از اکتبر ۲۰۱۳ در مجله شینچوشا منتشر شده و از ژوئیه ۲۰۲۳ در هجده جلد تانکوبون جمع‌آوری شده است. یک سریال تلویزیونی انیمه از روی این اثر ساخته شد که از آوریل تا ژوئن ۲۰۱۸ پخش شد. یک فیلم لایو-اکشن در ژانویه ۲۰۲۲ از تی‌وی آساهی نمایش داده شد.
انیمه روکوهودو اولین بار در سال ۱۳۹۹ از شبکه امید پخش شد.

## داستان
چهار مرد جوان با هم چایخانه‌ای به نام روکوهودو را اداره می‌کنند. آنها اغلب به مشتریان خود برای حل مشکلاتشان کمک می‌کنند.